# Cenopalpus meyerae
Cenopalpus meyerae är en spindeldjursart som beskrevs av Khosrowshahi 1991. Cenopalpus meyerae ingår i släktet Cenopalpus och familjen Tenuipalpidae. Inga underarter finns listade i Catalogue of Life.